# Prvenstvo Avstralije 1920
Prvenstvo Avstralije 1920 v tenisu.

## Moški posamično
Pat O'Hara Wood :  Ronald Thomas, 6–3, 4–6, 6–8, 6–1, 6–3

## Moške dvojice
Pat O'Hara Wood /  Ronald Thomas :  Horace Rice /  Ron Taylor, 6–1, 6–0, 7–5